# برت استاپل

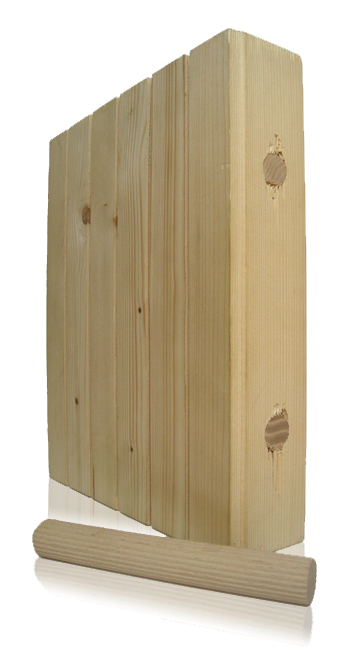
برت استاپل

برت استاپل (به انگلیسی: Brettstapel)، که به عنوان دوولم (dowellam) نیز شناخته می‌شود، یک سیستم ساخت و ساز چوبی عظیم است که منحصراً از پایه‌های چوب نرم متصل به رولپلاک های چوبی سخت ساخته شده‌است. این یک روش ساخت و ساز نسبتاً ساده است که از الوار کم عیار استفاده می‌کند، که معمولاً برای استفاده در ساخت و ساز مناسب نیستند، تا دیوارهای چوبی جامد، کف و پانل‌های سقف را تشکیل دهد.
برت استاپل با استفاده از رولپلاک‌های چوب سخت با رطوبت کمتر از پایه‌های چوب نرم کار می‌کند. با گذشت زمان، رولپلاک‌ها برای رسیدن به تعادل رطوبت منبسط می‌شوند، بنابراین پایه‌ها به هم قفل می‌شوند و یک سیستم باربر ساختاری ایجاد می‌شود.
این یکی از معدود روش‌های ساخت و ساز است که می‌تواند به‌طور کامل از چوب ساخته شود. اگرچه در برخی از گونه‌ها هنوز از چسب و میخ استفاده می‌شود، اما اینها ضروری نیستند و اجتناب از این موارد باعث می‌شود کیفیت هوای سالم تری داخل خانه حاصل شود. خود الوار مقادیر زیادی دی‌اکسید کربن را بدون انتشار سموم مضر موجود در مواد دیگر، محبوس می‌کند و برای کاربر و محیط زیست مفید است.

## تاریخچه

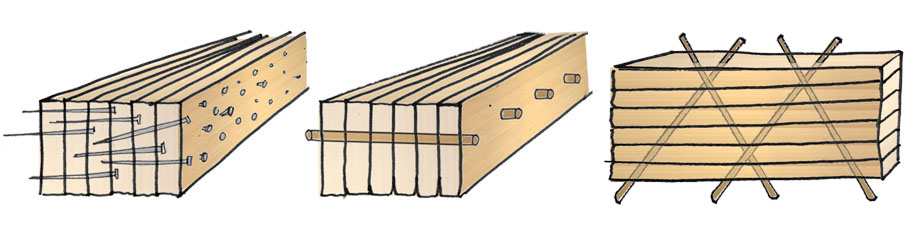
انواع ساخت و ساز برت استاپل

برت استاپل در دهه ۱۹۷۰ توسط مهندس آلمانی Julius Nattere اختراع شد. در حال حاضر عموماً در سراسر اتریش، سوئیس و آلمان استفاده می‌شود، در حالی که به آرامی در بریتانیا ظهور می‌کند. در اصل شامل پایه‌های چوبی کم عیار بود که به‌طور مداوم به هم میخکوب شده بودند تا صفحاتی را تشکیل دهند که برای حمایت از معادن و راه‌آهن به اندازه کافی قوی هستند. در سال ۱۹۹۹ یک شرکت آلمانی یک سیستم رولپلاکی را توسعه داد که بر گوناگونی رطوبت برای تشکیل پانل‌های ساختاری جامد متکی بود، با این حال بسیاری از شرکت‌ها برای تقویت آن چسب را به سیستم معرفی کردند. در سال ۲۰۰۱، یک نوع جدید از برت استاپل توسعه یافت که در آن رولپلاک‌های مورب جایگزین رولپلاک‌های عمود برهم شدند و در نتیجه مشکلات جداسازی را حل کردند و برای بازه‌های طولانی‌تر مجاز بودند. در حال حاضر تنها یک شرکت از سیستم رولپلاک مورب استفاده می‌کند، در حالی که همه به جز دو (که هنوز از میخ استفاده می‌کنند) از رولپلاک‌های عمود برهم استفاده می‌کنند، عمدتاً بدون چسب. در حال حاضر طیف وسیعی از شرکت‌ها وجود دارند که الوارهای چند لایه CLT (لایه‌های چرخان تخته‌ها) را با استفاده از رولپلاک‌های چوبی مبتنی بر برت استاپل تولید می‌کنند.

## ساخت

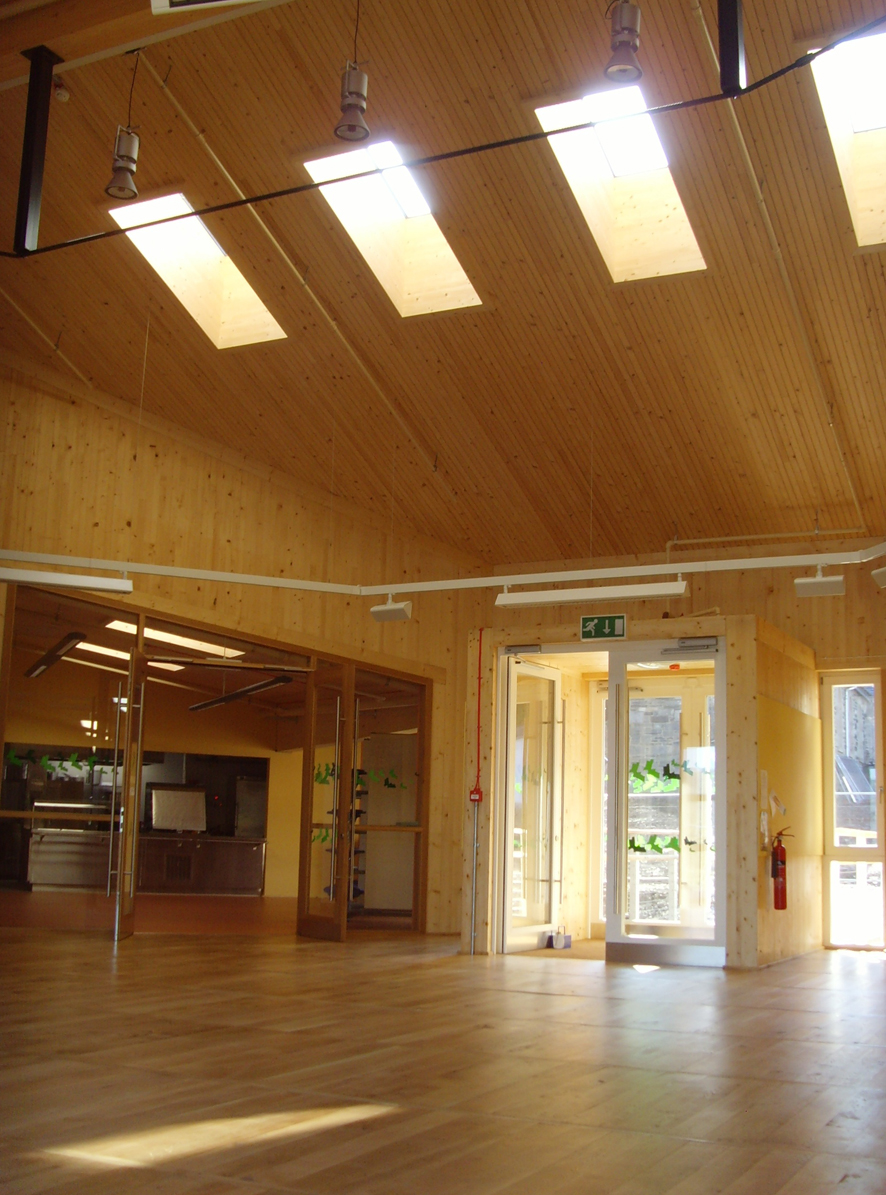
مدرسه ابتدایی Acharacle در معرض Brettstapel

در طول توسعه برت استاپل، چوب کم عیار (عمدتا صنوبر) به عنوان ماده اولیه انتخابی برای پایه‌ها باقی مانده‌است، زیرا راش اغلب برای رولپلاک‌ها استفاده می‌شود. با حصول اطمینان از عدم مجاورت عیوب طبیعی، مانند گره‌ها در ستون‌های چوبی، می‌توان از الوارهای بی کیفیت استفاده کرد که روشی بسیار مقرون به صرفه برای استفاده از منابعی با رشد سریع و کم استفاده را ایجاد می‌کند، که به ویژه انگلستان و اسکاتلند دارای فراوانی هستند.
برت استاپل به سه درجه کیفیت تولید می‌شود بسته به میزان قابل مشاهده بودن محصول نهایی،: صنعتی، استاندارد و در معرض دید. با در نظر گرفتن این موضوع، ابتدایی‌ترین راه حل استفاده از الوار ناتمام در جاییست که قرار است پانل‌ها پوشانده شوند. از طرف دیگر، می‌توان پایه‌ها را پلان، پخ و پروفیل کرد تا ظاهری بسیار زیبا داشته باشند و همچنان می‌توان پایه‌ها را با حفره‌های توخالی در امتداد لبه تغییر داد تا عملکرد آکوستیک افزایش یابد. برت استاپل همچنین می‌تواند با بتن و فولاد ترکیب شود تا ساختارهای کامپوزیتی را برای پروژه‌های سخت‌تر مانند دهانه‌های بزرگ، پل‌ها و خرپاها تشکیل دهد.

## کاربرد
برت استاپل معمولاً به عنوان بخشی از پانل دیوار، سقف یا سقف پیش ساخته تولید می‌شود. پیش سازی در کارخانه‌های اختصاصی با استفاده از ماشین آلات تخصصی و یک تیم مجرب انجام می‌شود که کنترل کیفیت دقیق و ساخت سریع را تضمین می‌کند.
پانل‌های ساختاری معمولاً در بخش‌هایی به عرض ۶۰۰ میلی‌متر تولید می‌شوند که با استفاده از اتصالات چوبی به هم متصل می‌شوند و بیشتر با تخته روکش، عایق و یک مانع بخار ترکیب می‌شوند تا پانل‌های تکمیل‌شده را تشکیل دهند. دهانه‌های ساختاری در پانل‌ها گنجانده شده‌است، و در برخی موارد اتصالات لوله‌کشی و الکتریکی نیز می‌تواند وجود داشته باشد، در حالی که پوشش خارجی معمولاً بین رندر و روکش چوبی که در محل اعمال می‌شود متفاوت است.

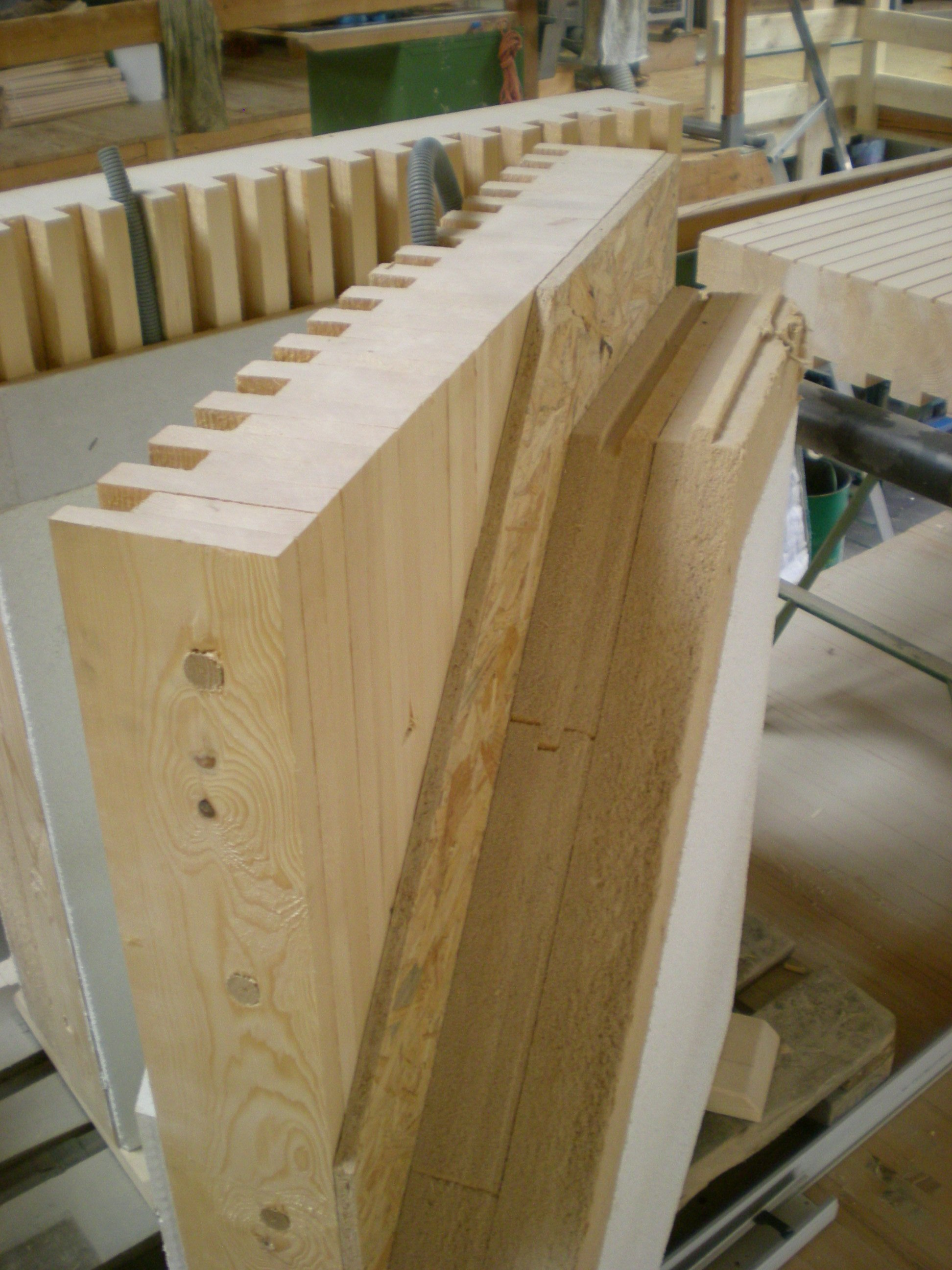
پانل دیواری برت استاپل

این درجه بالای پیش ساخته به این معنی است که ساختمان‌ها می‌توانند بسیار سریع و کارآمد ساخته شوند. تقریباً پنج هفته طول می‌کشد از بریدن الوار خشک شده تا تکمیل تناسب خانه، درحالی که که یک خانه می‌تواند طی چند روز در محل موردنظر، سفت و محکم ساخته شود.
از نظر ساختاری، سازندگان می‌توانند پانل‌هایی به طول ۱۲ تا ۱۵ متر تولید کنند، اگرچه دهانه ۷ متری با یک پانل با عمق ۲۱۰–۲۵۰ میلی‌متر راحت تر قابل دستیابی است. خرپاهای برت استاپل را می‌توان طوری ساخت که فواصل سخت تری را طی کنند، مانند موارد مورد نیاز در واحدهای صنعتی بزرگ و پل‌ها.
بلندترین ساختمانی که از پنل‌های برت استاپل استفاده می‌کند در حال حاضر ساختمان "E3" در آلمان با هفت طبقه ارتفاع است. اگرچه این عناصر چوبی دیگر را در خود جای داده‌است، ساختمان‌های چهار طبقه صرفاً با استفاده از برت استاپل ساخته شده‌اند. مقررات آتش‌نشانی در حال حاضر ارتفاع یک ساختمان چوبی را محدود می‌کند، با این حال این موارد توسط سیستم‌های چوبی عظیم به چالش کشیده شده و نمونه‌های بلندتری در حال ظهور هستند. یک پانل معمولی ۱۲۰ میلی‌متری دارای امتیاز ۶۰ دقیقه ای است در حالی که پانل‌های ساختاری کامل می‌توانند امتیازات ۹۰ دقیقه ای را بدست آورند که بیشتر از روش‌های ساخت بتن و فولاد است.
ساخت و ساز معاصر یرت استاپل نیز در خانه نرم IBA در هامبورگ، آلمان به کار گرفته شده‌است. در حالی که اسکلت چوبی ساختمان E3 توسط گچ پوشانده شده‌است، پانل‌های Brettstapel در Soft House در کف، دیوارها و سقف‌های داخلی نمایان می‌شوند. سپس ساختمان با لایه‌هایی از عایق پشم معدنی، یک مانع آب و یک پوشش بارانی از چوب کاج اروپایی پوشیده شد تا از پایداری در برابر عناصر اطمینان حاصل شود.